# The Rugby Championship 2021
Navigation
Tri-nations 2020 The Rugby Championship 2022
Le Rugby Championship 2021 est la neuvième série de la compétition annuelle de rugby à XV qui oppose les sélections d'Afrique du Sud (Springboks), d'Argentine (Pumas), d'Australie (Wallabies) et de Nouvelle-Zélande (All Blacks). Les Springboks ont repris le tournoi après une année d'absence en 2020 en raison des restrictions de voyage imposées par le gouvernement sud-africain et des problèmes de bien-être et de sécurité des joueurs liés à COVID-19. Le tournoi a repris son cours normal en août, débutant le 14 août et s'achevant le 2 octobre.

## Parrainage
La compétition était gérée par SANZAAR, une joint-venture des syndicats nationaux des quatre pays, et connue, pour des raisons de sponsoring, sous le nom de Castle Rugby Championship en Afrique du Sud, Fortinet Rugby Championship en Nouvelle-Zélande, eToro Rugby Championship en Australie et Zurich Rugby Championship en Argentine.

## Calendrier
| 14 août | Eden Park, Auckland                        | Nouvelle-Zélande | 57 - 22 | Australie |
| 14 août | Nelson Mandela Bay Stadium, Port Elizabeth | Afrique du Sud   | 32 - 12 | Argentine |

| 21 août     | Nelson Mandela Bay Stadium, Port Elizabeth | Argentine | 10 - 29 | Afrique du Sud   |
| 5 septembre | Optus Stadium, Perth                       | Australie | 21 - 38 | Nouvelle-Zélande |

| 12 septembre | Cbus Super Stadium, Robina - Gold Coast | Nouvelle-Zélande | 39 - 0  | Argentine |
| 12 septembre | Cbus Super Stadium, Robina - Gold Coast | Afrique du Sud   | 26 - 28 | Australie |

| 18 septembre | Suncorp Stadium, Brisbane | Australie | 30 - 17 | Afrique du Sud   |
| 18 septembre | Suncorp Stadium, Brisbane | Argentine | 13 - 36 | Nouvelle-Zélande |

| 25 septembre | Queensland Country Bank Stadium, Townsville | Nouvelle-Zélande | 19 - 17 | Afrique du Sud |
| 25 septembre | Queensland Country Bank Stadium, Townsville | Australie        | 27 - 8  | Argentine      |

| 2 octobre | Cbus Super Stadium, Robina - Gold Coast | Argentine      | 17 - 32 | Australie        |
| 2 octobre | Cbus Super Stadium, Robina - Gold Coast | Afrique du Sud | 31 - 29 | Nouvelle-Zélande |

## Classement
| Rang | Nation               | J | V | N | D | Bo | Bd | Pm  | Pe  | Diff | Pts |
| ---- | -------------------- | - | - | - | - | -- | -- | --- | --- | ---- | --- |
| 1    | Nouvelle-Zélande (T) | 6 | 5 | 0 | 1 | 4  | 1  | 218 | 104 | +114 | 25  |
| 2    | Australie            | 6 | 4 | 0 | 2 | 2  | 0  | 160 | 163 | -3   | 18  |
| 3    | Afrique du Sud       | 6 | 3 | 0 | 3 | 1  | 3  | 152 | 128 | +24  | 16  |
| 4    | Argentine            | 6 | 0 | 0 | 6 | 0  | 0  | 60  | 195 | -135 | 0   |

|  | Vainqueur de la compétition |
|  | T : Tenante du titre 2020.  |

## Acteurs de la compétition

### Joueurs
Cette liste énumère les effectifs des équipes participantes au Rugby Championship 2021. Durant la compétition, les entraîneurs ont la possibilité de faire des changements et de sélectionner de nouveaux joueurs pour des raisons tactiques ou à la suite de blessures.

#### Afrique du Sud
Ci-dessous, le groupe convoqué par Jacques Nienaber pour la compétition :
| Entraîneur | Entraîneur             | Jacques Nienaber                                                                                                |
| Avants     | Pilier                 | Thomas du Toit, Steven Kitshoff, Vincent Koch, Wilco Louw, Frans Malherbe, Ox Nché, Trevor Nyakane              |
| Avants     | Talonneur              | Joseph Dweba, Johan Grobbelaar, Malcolm Marx, Bongi Mbonambi                                                    |
| Avants     | Deuxième ligne         | Lood de Jager, Rynhardt Elstadt, Eben Etzebeth, Nico Janse van Rensburg, Franco Mostert, Marvin Orie, RG Snyman |
| Avants     | Troisième ligne aile   | Jean-Luc du Preez, Siya Kolisi (cap.), Kwagga Smith, Marco van Staden                                           |
| Avants     | Troisième ligne centre | Daniel du Preez, Duane Vermeulen, Jasper Wiese                                                                  |
| Arrières   | Demi de mêlée          | Faf de Klerk, Jaden Hendrikse, Herschel Jantjies, Cobus Reinach                                                 |
| Arrières   | Demi d'ouverture       | Elton Jantjies, Handré Pollard, Morné Steyn                                                                     |
| Arrières   | Centre                 | Lukhanyo Am, Damian de Allende, Jesse Kriel, François Steyn                                                     |
| Arrières   | Ailier                 | Cheslin Kolbe, Makazole Mapimpi, S'busiso Nkosi, Roscko Speckman, Aphelele Fassi                                |
| Arrières   | Arrière                | Willie le Roux, Damian Willemse                                                                                 |

#### Argentine
Ci-dessous, le groupe convoqué par Mario Ledesma pour la compétition :
| Entraîneur | Entraîneur             | Mario Ledesma |
| Avants     | Pilier                 | Thomas Gallo, Facundo Gigena, Francisco Gómez Kodela, Rodrigo Martínez, Santiago Medrano, Carlos Muzzio, Enrique Pieretto, Nahuel Tetaz Chaparro, Joel Sclavi, Juan Pablo Zeiss |
| Avants     | Talonneur              | Facundo Bosch, Julián Montoya, Ignacio Ruiz, Santiago Socino |
| Avants     | Deuxième ligne         | Matías Alemanno, Rodrigo Fernández Criado, Marcos Kremer, Tomás Lavanini, Guido Petti                                                                                           |
| Avants     | Troisième ligne aile   | Juan Martín González, Francisco Gorrissen, Tomás Lezana, Pablo Matera (cap.) |
| Avants     | Troisième ligne centre | Rodrigo Bruni, Facundo Isa, Joaquín Oviedo |
| Arrières   | Demi de mêlée          | Gonzalo Bertranou, Tomás Cubelli, Felipe Ezcurra |
| Arrières   | Demi d'ouverture       | Santiago Mare, Domingo Miotti, Nicolás Sánchez |
| Arrières   | Centre                 | Santiago Chocobares, Lucio Cinti, Jerónimo de la Fuente, Juan Cruz Mallía, Matías Moroni, Matías Orlando                                                                        |
| Arrières   | Ailier                 | Sebastián Cancelliere, Mateo Carreras, Bautista Delguy, Marcos Moneta |
| Arrières   | Arrière                | Emiliano Boffelli, Santiago Carreras, Ignacio Mendy |

#### Australie
Ci-dessous, le groupe convoqué par Dave Rennie pour la compétition :
| Entraîneur | Entraîneur             | Dave Rennie                                                                                           |
| Avants     | Pilier                 | Allan Alaalatoa, Angus Bell, Pone Fa'amausili, Tom Robertson, Scott Sio, James Slipper, Taniela Tupou |
| Avants     | Talonneur              | Feleti Kaitu'u, Lachlan Lonergan, Brandon Paenga-Amosa, Jordan Uelese                                 |
| Avants     | Deuxième ligne         | Nick Frost, Matt Philip, Izack Rodda, Lukhan Salakaia-Loto, Darcy Swain                               |
| Avants     | Troisième ligne aile   | Michael Hooper (cap.), Rob Leota, Fraser McReight, Lachlan Swinton, Rob Valetini                      |
| Avants     | Troisième ligne centre | Isi Naisarani, Peter Samu, Harry Wilson                                                               |
| Arrières   | Demi de mêlée          | Jake Gordon, Ryan Lonergan, Tate McDermott, Nic White                                                 |
| Arrières   | Demi d'ouverture       | Quade Cooper, Noah Lolesio, James O'Connor, Matt Toomua                                               |
| Arrières   | Centre                 | Lalakai Foketi, Len Ikitau, Samu Kerevi, Duncan Paia'aua, Hunter Paisami, Jordan Petaia               |
| Arrières   | Ailier                 | Andrew Kellaway, Marika Koroibete, Andy Muirhead, Tom Wright                                          |
| Arrières   | Arrière                | Tom Banks, Reece Hodge                                                                                |

#### Nouvelle-Zélande
Ci-dessous, le groupe convoqué par Ian Foster pour la compétition :
| Entraîneur | Entraîneur             | Ian Foster                                                                                           |
| Avants     | Pilier                 | George Bower, Nepo Laulala, Tyrel Lomax, Joe Moody, Angus Ta'avao, Karl Tu’inukuafe, Ofa Tu'ungafasi |
| Avants     | Talonneur              | Asafo Aumua, Dane Coles, Samisoni Taukei'aho, Codie Taylor                                           |
| Avants     | Deuxième ligne         | Scott Barrett, Brodie Retallick, Patrick Tuipulotu, Tupou Vaa'i, Sam Whitelock (cap.)                |
| Avants     | Troisième ligne aile   | Ethan Blackadder, Shannon Frizell, Akira Ioane, Luke Jacobson, Dalton Papali'i                       |
| Avants     | Troisième ligne centre | Ardie Savea, Hoskins Sotutu                                                                          |
| Arrières   | Demi de mêlée          | TJ Perenara, Aaron Smith, Brad Weber                                                                 |
| Arrières   | Demi d'ouverture       | Beauden Barrett, Richie Mo'unga                                                                      |
| Arrières   | Centre                 | Braydon Ennor, David Havili, Rieko Ioane, Anton Lienert-Brown, Quinn Tupaea                          |
| Arrières   | Ailier                 | George Bridge, Will Jordan, Sevu Reece                                                               |
| Arrières   | Arrière                | Jordie Barrett, Damian McKenzie                                                                      |